# Le due vite di Mattia Pascal
Le due vite di Mattia Pascal és una pel·lícula franco-alemanya-hispano-britànica-italiana dirigit per Mario Monicelli, estrenat el 1985.
Aquesta comèdia, inspirada de la seva novel·la Il fu Mattia Pascal de Luigi Pirandello, fou presentada al 38è Festival Internacional de Cinema de Canes.

## Argument
La pel·lícula explica la història de Mattia Pascal, fill de petits agricultors del nord d'Itàlia que decideix provar sort als casinos de França. Després d'haver guanyat molts diners, decideix abandonar la monotonia de la família. Mentre llegeix un diari, descobreix que una persona amb el mateix nom va morir misteriosament. Convençut que aquesta és l'oportunitat perfecta per començar una nova vida, Mattia Pascal decideix canviar la seva identitat per Arturo Meis. S'instal·la a Roma i va a trobar el seu destí.

## Repartiment
- Marcello Mastroianni - Mattia Pascal
- Escolta Berger - Clara
- Flavio Bucci - Terenzio Papiano
- Laura Morante - Adriana Paleari
- Laura del Sol - Romilda Pescatore
- Caroline Berg - Véronique
- Andréa Ferréol - Silvia Caporale
- Bernard Blier - Anselmo Paleari
- Alessandro Haber - Mino Pomino
- Néstor Garay - Giambattista Malagna
- Rosalia Maggio - Viuda pescadora
- Clelia Rondinella - Oliva Salvoni
- Carlo Bagno - Pellegrinotto, mecanògraf
- Flora Cantone - Mare de Matías
- Helen Stirling - tia Scholastica
- François Marinovich - Pare de Pomino
- Elettra Mancini Ferrua - Minyona de la casa Pascal
- Paul Muller - Lladre de xips a Montecarlo
- Víctor Cavallo - Av. Cirino Settebellezze
- Tonino Proietti - amant de la Clara
- Giuseppe Cederna - Elegant jugador a Venècia
- Peter Berling - Aristide Melainassis
- Roberto Accornero - Suïcidia a Montecarlo